# رالف اردستورم
رالف سیگوارد ادستروم (انگلیسی: Ralf Sigvard Edström؛ زادهٔ ۷ اکتبر ۱۹۵۲) بازیکن فوتبال اهل سوئد است که در پست مهاجم بازی می‌کرد. او که به طور گسترده به عنوان بهترین بازیکن سوئد در دهه 1970 در نظر گرفته می شد، کار خود را با Degerfors IF در اواخر دهه 1960 آغاز کرد. او که بین سال‌های 1972 تا 1980 یک ملی‌پوش بود، 40 بازی ملی برای تیم ملی سوئد انجام داد و 15 گل به ثمر رساند. او نماینده کشورش در جام‌های جهانی فوتبال ۱۹۷۴ و ۱۹۷۸ بود و در سال‌های ۱۹۷۲ و ۱۹۷۴ جایزه گلدبولن را به عنوان بهترین بازیکن سوئد دریافت کرد.
ادستروم با شروع کار خود در Degerfors IF، باشگاهی که استعدادهای جوان بسیاری را تولید می کند، به Åtvidabergs FF رفت و در سال 1972 قهرمان ملی شد. او در سال 1973 به PSV آیندهوون نقل مکان کرد و بخشی از تیمی بود که در سال های 1974/75 و 1975/76 قهرمان ملی شد.
با شروع کار خود در Degerfors IF، در سطح باشگاهی، او نه تنها قهرمان سوئد، بلکه قهرمان هلند (دو بار) و قهرمان فرانسه شد. او همچنین قهرمان جام‌ باشگاه های سوئد، هلند و بلژیک شد و دو بار به عنوان بازیکن سال سوئد انتخاب شد (1972 و 1974، قهرمان گلدبولن). او در حین حضور در موناکو زانویش را مصدوم کرد که باعث شد او نتواند در هر بازی برای Örgryte IS بازی کند و در نهایت منجر به بازنشستگی او از فوتبال حرفه‌ای در سال 1985 شد.
او از دهه 1980 مفسر خبره رادیو بود.

## تیم ملی
ادستروم 40 بازی برای تیم ملی سوئد انجام داد و 15 بار گلزنی کرد. او بیشتر به خاطر عملکردش در جام جهانی فوتبال 1974 مورد توجه قرار گرفته است، جایی که او نقش مهمی در کسب مقام پنجمی سوئد داشت و در این مسابقات شش بازی انجام داد و چهار گل به ثمر رساند.
ادستروم در حالی که به عنوان نماینده سوئد در جام جهانی فوتبال 1978 در آرژانتین حضور داشت، به دلیل صحبت با فردی در بوئنوس آیرس دستگیر شد. با این حال، ارتش آرژانتین با تشخیص اشتباه خود اینکه او یکی از شهروندان آن کشور نبود، بلکه یک فوتبالیست حرفه ای بود که برای مسابقاتی که میزبان آن کشور بود، او را آزاد کرد.